# Disastro di Molare
Con disastro di Molare (ricordato anche come catastrofe dell'Ortiglieto o della sella Zerbino), s'intendono i drammatici avvenimenti legati all'esondazione del lago di Ortiglieto, avvenuta il 13 agosto 1935 in provincia di Alessandria.

## Antefatti

La diga secondaria, o del bric Zerbino.

Nel 1906, sulla base di studi del Politecnico di Milano iniziati negli ultimi anni del XIX secolo, la Società per le Forze Idrauliche della Liguria chiese e ottenne dai comuni della valle circostante l'Orba la possibilità di sfruttare le acque di quel torrente per produzione di energia idroelettrica. La concessione fu revocata nel 1916 per inadempienze contrattuali e, nello stesso anno, subentrò alla SFIL la Officine Elettriche Genovesi (OEG), che riprese il progetto di creare un bacino chiuso da una diga alta circa 35 metri al Bric Zerbino.
Una prima esondazione dell'Orba, che nel 1915 aveva alluvionato Ovada, non aveva scoraggiato gli ingegneri, i quali diedero ufficialmente il via nel 1917 ai lavori, che procedettero con lentezza all'inizio, per poi conoscere una seconda, frenetica fase dopo il 1923, anno in cui si verificò peraltro il disastro del Gleno. Il progetto fu modificato radicalmente in corso d'opera; rispetto al disegno originale il muro fu alzato di oltre 10 metri e, per ovviare al varco aperto da una sella (la sella Zerbino), fu sbrigativamente costruita una seconda diga in calcestruzzo, alta 15 metri circa.
 Nel 1925 l'opera poteva dirsi finita: gli sbarramenti diedero vita ad un lago artificiale a forma di C, detto di Ortiglieto, lungo 5 chilometri e largo 400 metri, che bagnava i comuni di Molare e Rossiglione.
Assieme alla diga era stato costruito un impianto idroelettrico dell'OEG, privo di stazioni pluviometriche. La principale centrale elettrica era quella di Molare, in frazione Madonna delle Rocche.
Vi erano due scaricatori principali che riversavano l'acqua nell'Orba: uno con valvola a campana, l'altro sul fondo. Quest'ultimo provocava alla struttura vibrazioni ed il suo utilizzo fu presto limitato e poi completamente evitato.
Nel 1926 gli abitanti di Grillano lamentarono difficoltà nell'attraversare il guado che collegava la loro frazione al centro di Ovada: il motivo era l'ingrossarsi del fiume nei periodi di svuotamento del bacino. La conseguenza fu un regio decreto legge che garantì all'OEG lo sfruttamento dell'Orba, con l'obbligo però di approfondimenti riguardo agli studi sul terreno. In effetti ad ulteriori ricerche non fu mai dato il via per cui ad alcune perdite della sella Zerbino si rimediò con iniezioni di calcestruzzo.

## Gli avvenimenti del 13 agosto 1935

### Il crollo della diga
L'estate del 1935 era stata particolarmente siccitosa; l'OEG programmò dunque un taglio della produzione elettrica e il blocco degli scarichi della diga.
All'alba di martedì 13 agosto straordinarie precipitazioni iniziarono ad abbattersi improvvisamente sulle valli di Orba e Stura: in meno di otto ore, e con un periodo di relativa calma tra le 11 e mezzogiorno, caddero sulla zona oltre 40 centimetri di pioggia.
Nonostante l'esondazione la diga maggiore, che preoccupava di più i tecnici e gli operai di Ortiglieto, evitò il crollo: resse per la robustezza del terreno sottostante, pur inumidito dall'acqua. Lo stesso non successe con lo sbarramento secondario, quello della sella Zerbino, che cadde riversando nell'Orba già in piena un fronte d'acqua fangosa largo due chilometri e alto venti metri, della portata di oltre 30 milioni di metri cubi.

### I danni nella valle

La sella Zerbino dopo il crollo dello sbarramento

A Molare l'acqua risparmiò il centro abitato: persero la vita tre persone, ma ingenti danni riguardarono la centrale elettrica, alcune cascine, gli argini artificiali e tutti i ponti, compreso quello della ferrovia Asti – Genova, sul quale pochi minuti prima era transitato un treno. Le località al confine con la città di Ovada (Le Ghiaie, Rebba, regione Carlovini, Monteggio, Geirino), a nord-est, furono in gran parte distrutte e l'ondata inghiottì in quella zona almeno venti persone e una settantina di case.
Alle ore 14 l'acqua raggiunse il centro abitato più grande della zona, Ovada, che all'epoca sfiorava i 10.000 abitanti. Furono danneggiati i ponti San Paolo e della Veneta (che collega Ovada ad Alessandria mediante ferrovia), crollò il ponte che collegava piazza Castello al quartiere Borgo, che venne quasi completamente distrutto. Furono rase al suolo trentacinque abitazioni e perirono sessantacinque persone; successivamente l'Orba, alla confluenza con il fiume Stura, riversò in esso parte dell'esagerato carico, che andò a distruggere il ponte che collegava Ovada a Belforte Monferrato.
Dopo Ovada l'ondata colpì ancora i paesi di Silvano, Capriata (dove morirono quattro persone, tra cui il podestà) e Predosa, per poi riversarsi nella Bormida a Castellazzo. Con meno potenza furono allagati campi e abitazioni fino ad Alessandria; l'onda andò calmandosi dopo che, alle 14:30, la pioggia era cessata.
 Nel suo percorso aveva lasciato 111 morti e dispersi: i corpi di alcuni di questi furono trovati molti anni dopo.

## Avvenimenti successivi

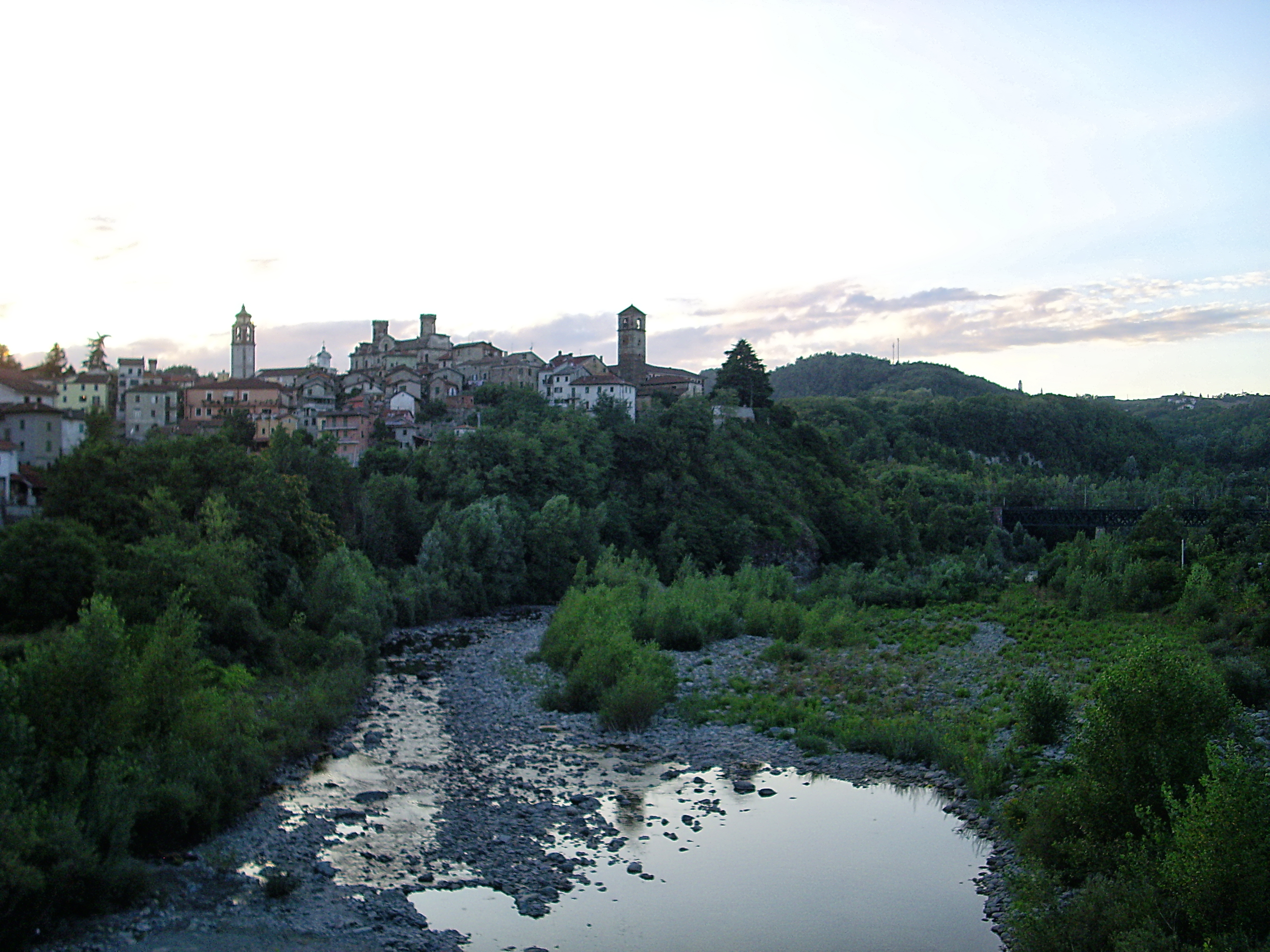
L'Orba; sullo sfondo il centro abitato di Molare

Dalle province di Alessandria, Genova e Piacenza arrivarono i primi aiuti, con quelli della Croce Rossa Italiana e dei militari. Il giorno dopo la sciagura, il 14 agosto, fu diffusa ad Ovada, probabilmente da sciacalli, una falsa notizia secondo cui anche la diga principale era crollata; la gente scappò dunque sulle più alte colline, prima di rientrare dopo che l'allarme era cessato.
Nei giorni successivi furono celebrati ad Ovada i funerali delle vittime i cui corpi erano stati recuperati (all'incirca i due terzi). Vi prese parte anche il segretario del Partito Nazionale Fascista Achille Starace, mentre il re Vittorio Emanuele III visitò la zona il 16 agosto. 
Nei quattro anni successivi il governo e il PNF si occuparono direttamente della ricostruzione. Nel 1938 fu inaugurato il nuovo ponte della ferrovia a Molare. Al problema degli sfollati si pose rimedio con l'edificazione, ad Ovada, di condominii lunghi e bassi detti "casoni"; i bambini rimasti orfani furono trasferiti a Pallanza, in una colonia dell'Edison.
La diga maggiore, rimasta in piedi, è di proprietà dell'Enel e inutilizzata, e nel corso degli anni più volte si è parlato di riattivarla. Il lago di Ortiglieto ha ridotto notevolmente le sue dimensioni.

## Il processo
Per oltre due anni alcuni periti studiarono il disastro di Molare, giungendo alla conclusione che lo sconnesso terreno della sella Zerbino certamente non era idoneo a sopportare la costruzione di una diga. Ciononostante, l'OEG declinò ogni responsabilità, respingendo le pesanti accuse mosse dal podestà di Ovada che chiedeva all'azienda il risarcimento dei danni.
Il processo coinvolse dodici tra ingegneri, dirigenti e direttori dell'OEG. Il 4 luglio 1938 la Corte d'appello di Torino assolse tutti gli imputati poiché l'impianto era stato edificato senza violare alcuna legge e l'eccezionalità della precipitazione del 13 agosto 1935 avrebbe reso inutile anche il funzionamento degli scaricatori. Ai familiari delle vittime fu recapitato dallo Stato un indennizzo di 30.000 lire.